# Juergen Sommer
Juergen Sommer (nacido en Nueva York el 27 de febrero de 1969) es un exfutbolista estadounidense que fue el primer arquero estadounidense en jugar en la Premier League inglesa, cuando fue fichado por el Queens Park Rangers en 1995. En la actualidad es el entrenador de porteros del equipo Masculino Nacional de EE. UU., y es de ascendencia alemana.
- Datos: Q1316071